# Scheibbs
Scheibbs là một thị xã in Áo. It is in the Scheibbs district of Niederösterreich.

## Thành phố kết nghĩa
- Rutesheim, Đức (1972)